# CrystalDiskMark
CrystalDiskMark — программа для тестирования производительности жёстких дисков с открытым исходным кодом для Microsoft Windows. Программа, основанная на инструменте Microsoft Diskspd под лицензией MIT, обычно используется для тестирования производительности твердотельных накопителей. Она работает путем чтения и записи через файловую систему в зависимости от объёма. Она выдаёт скорости чтения/записи в последовательных и случайных позициях с различным количеством очередей и потоков. Твердотельные накопители, как правило, выделяются при произвольном вводе-выводе, так как в отличие от жёстких дисков им не нужно искать конкретную позицию для чтения или записи.
Существует клон программы для macOS, который называется AmorphousDiskMark. Эта программа разработана Katsura Shareware и названа в честь некристаллического аморфного состояния твёрдых тел.

## Маскот
На сайте разработчика CrystalDiskMark, Crystal Dew World, заметно фигурирует аниме-маскот по имени Суйсё Сидзуку (яп. 水晶雫). Она была представлена в обновлении за март 2012 года через специальную расцветку для CrystalDiskMark 3.0.2.